# La Trobe Street
La Trobe Street (ook LaTrobe Street) is een straat in Melbourne, Australië. De straat vormt de noordelijke grens van het Hoddle Grid in het zakendistrict in Melbourne. Van oost naar west gezien loopt La Trobe Street van het kruispunt met Victoria Street bij Carlton Gardens naar de haven aan Harbour Esplanade. De straat is vernoemd naar Charles La Trobe, de eerste luitenant-gouverneur van de staat Victoria.

## Overzicht
Allerlei bekende gebouwen en plekken bevinden zich aan of langs La Trobe Street, waaronder het Docklands Stadium, Flagstaff Gardens en de Staatsbibliotheek van Victoria. Andere plekken zijn Melbourne Mint en het Melbourne Central Shopping Centre.
Onder de straat bevinden zich twee treinstations, namelijk Flagstaff Station en Melbourne Central. De City Circle Tram rijdt over La Trobe Street.

## Foto's

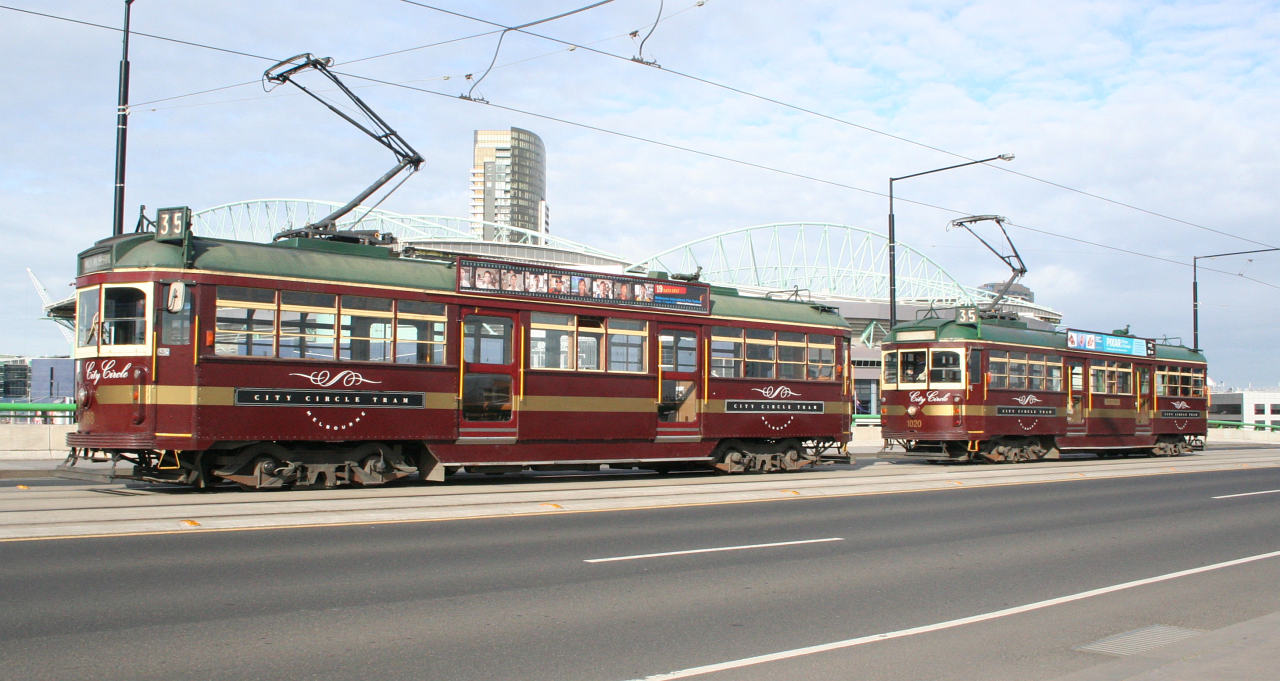
City Circle Tram, La Trobe Street.
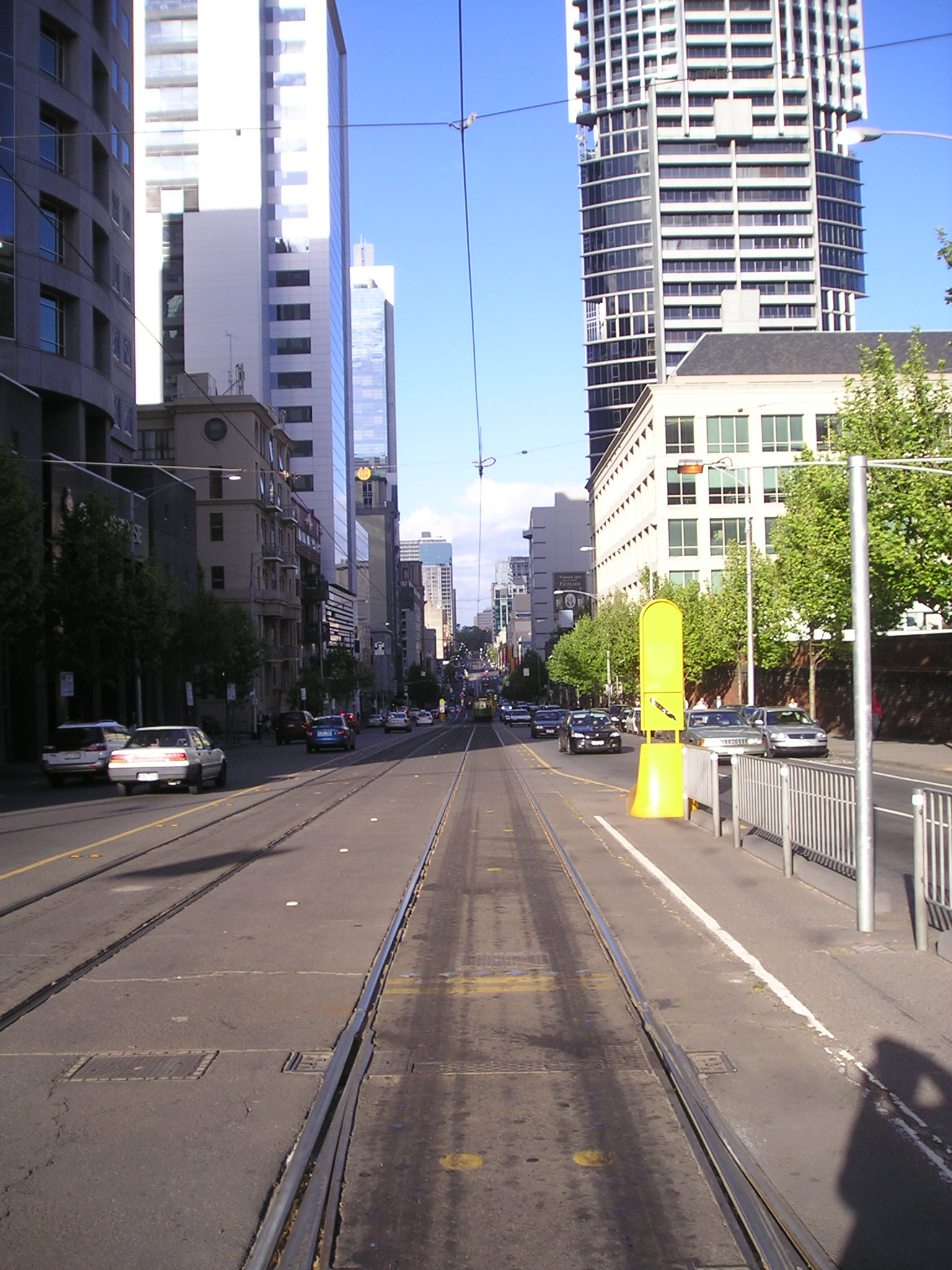
La Trobe Street.
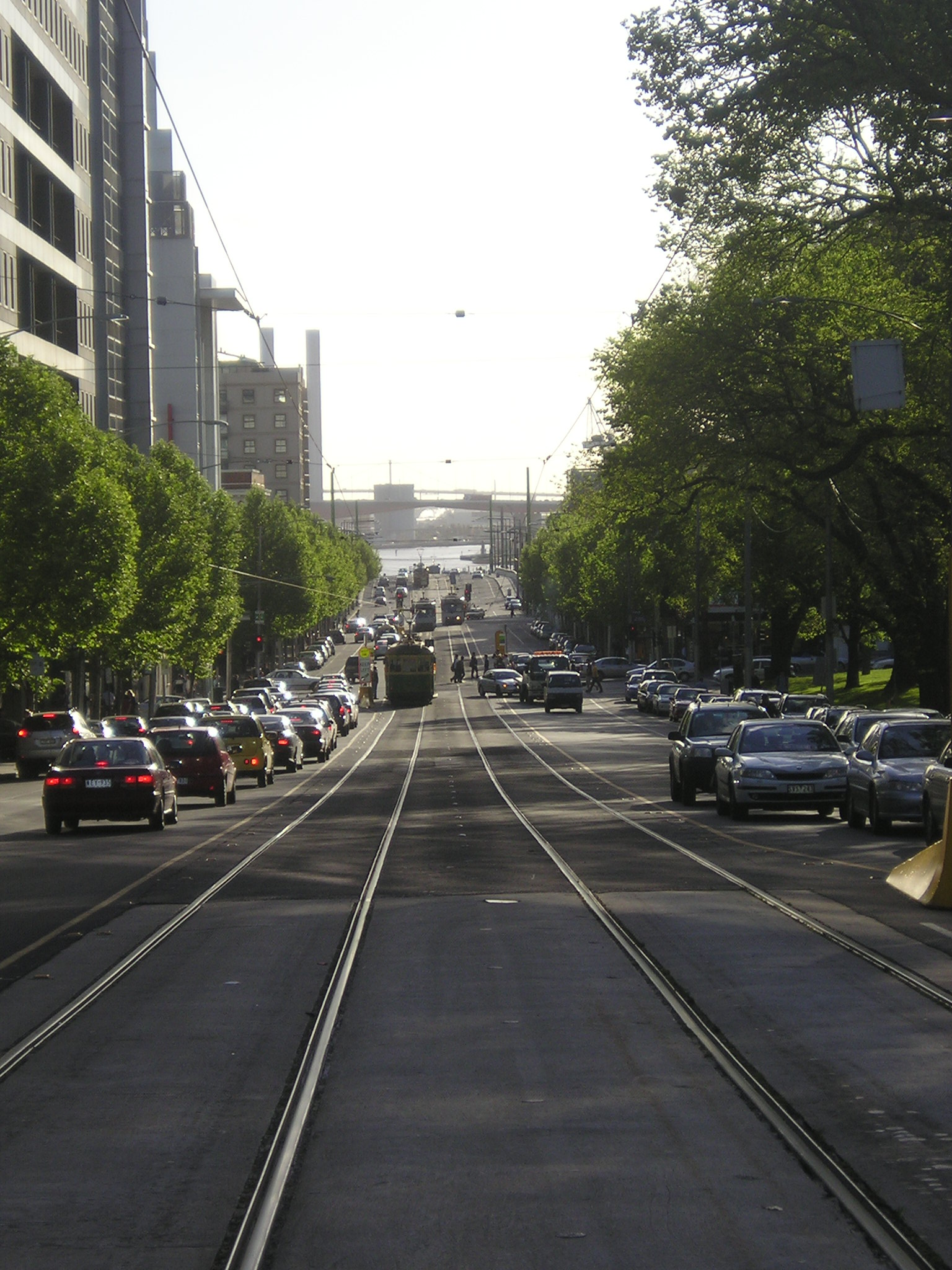
La Trobe Street.
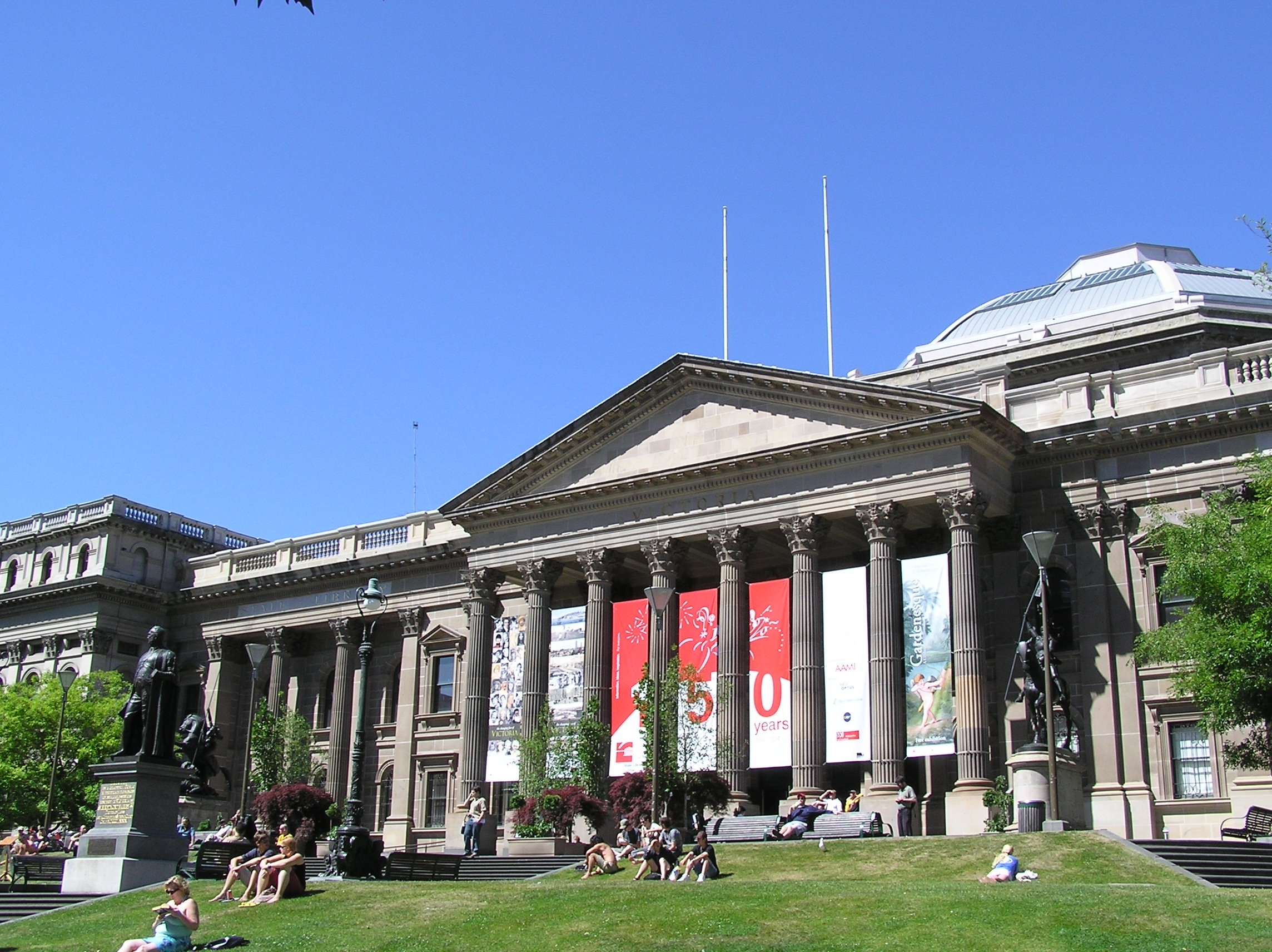
Staatsbibliotheek van Victoria.